# Valerie Plame
Valerie Elise Plame Wilson (Anchorage, Alaszka, 1963. augusztus 13. –) úgy is ismert, mint Valerie Plame, Valerie E. Wilson és Valeria Plame Wilson, az Egyesült Államok titkosszolgálatának, a CIA-nek egy korábbi titkosügynöke. Karrierje azért maradt emlékezetes utókor számára, mert személyazonossága napvilágra került és események hosszú sora után végül benyújtotta felmondását a CIA-nak.

## Élete

### Származása, ifjúkora
Valerie Elisa Plame 1963. augusztus 13-án született az alaszkai Anchorage katonai bázisán, Diane és Samuel Plame gyermekeként. Plame apai nagyapja zsidó származású volt, egy Ukrajnából emigrált rabbi fia. Az eredeti családneve Plamevotski volt. Valerie-t protestáns hitben nevelték, mely apai nagyanyja és édesanyja vallása is volt és nem volt tudatában nagyapja származásának, egészen felnőtt koráig.
Katonacsaládban nevelkedett, átitatva a közösség iránti elköteleződés szellemével. Az édesapja az Egyesült Államok Légierejének volt alezredese és a Nemzetbiztonsági Hivatalnak is dolgozott 3 évig. Valerie egy közeli barátja, Janet Angstadt szerint a lány szülei „azok a fajta emberek, akik önkénteskednek a Vöröskeresztnél és a Meals on Wheels-nél, egy ételosztással foglalkozó segélyszervezetnél, a „philadelphiai külvárosban”, ahova még akkor költöztek, amikor lányuk iskolás volt.

### Tanulmányai
Valerie 1981-ben érettségizett a Lower Moreland középiskolában, a pennsylvaniai Huntington Valley-ben. Ezután a Pennsylvania Egyetemen tanult tovább, 1985-ben fejezte be az alapképzést. Egyetemistaként a Pi BetaPhi diáklány egyesület tagja volt és a Daily Collegian egyetemi újságnál dolgozott.
Két mesterdiplomát szerzett, egyet a London School of Economics and Political Science-en 1991-ben, a másikat pedig 1995-ben, a College of Europe-on, a belgiumi Brugge városában. Az angol mellett francia, német és görög nyelven beszél.

### Házasságai és családja
Miután végzett a Pennsylvania Egyetemen, 1985-ben összeházasodott egyetemi szerelmével, Todd Sesler-rel, ám házasságuk csak rövid ideig tartott. 1997-ben, amikor a CIA-nál dolgozott, találkozott Joseph C. Wilsonnal, a korábbi nagykövettel, a török nagykövet rezidenciáján. Wilson szerint, Valerie az első randin nem árulta el neki az igazi foglalkozását, hanem azt füllentette, hogy egy energiakereskedő Brüsszelben, ezért a férfi azt gondolta, hogy választottja egy nemzetközi kapcsolattartó vezetői pozícióban, aki sokat utazik. Miután azonban közelebb kerültek egymáshoz, a lány felfedte előtte igazi munkáját. 1998. április 3-án házasodtak össze, ez volt Valerie második, Wilsonnak pedig a harmadik házassága.  
A szakmában és a magánéletben is Valerie különböző változatait használta névként. Mint a CIA titkosügynöke, csak a keresztnevét és a leánykori vezetéknevét használta, így Valerie Plame-ként ismerték. Miután felmondott, szóvivőként, Valerie Plame Wilsonként vált ismertté. A magánéletben pedig második házassága óta a Valerie E. Wilson nevet használta. 
Amikor először találkoztak, Wilson már külön élt a második feleségétől, Jacqueline-tól, aki egy korábbi francia diplomata volt és 12 év házasság után vette újra feleségül Valerie-t. Wilson saját bevallása szerint második feleségétől való elválás azért tartott hosszú ideig, mert soha nem volt egyazon helyen huzamosabb ideig, így nem tudott volna részt venni a folyamatban sem, ezért választották külön élést. Plame és Wilson egy kisfiú, Trevor Rolph és egy kislány, SamathaFinnell Diana szülei. A gyermekek ikrek, 2000-ben születtek. Wilsonnak az első házasságából is van két gyermeke, szintén ikrek, Sabrina Cecile és Joseph Charles, 1979-ben születtek.
Míg Valerie a CIA-nek dolgozott, munkája miatt Washingtonhoz közel, Geogetown peremén laktak. Azonban miután a CIA felfedte Valerie titkos státuszát és ezért ő felmondott 2006 januárjában, az egész család Új-Mexikóba költözött, Santa Fébe. Egy 2011-ben készült interjúban Plame elmondta, hogy ő és Wilson kevesebb fenyegetést kapnak, mióta elköltöztek.

### Karrierje
Diploma után Valerie Washingtonba költözött, összeházasodott Seslerrel és egy ruhaboltban dolgozott, míg választ kapott a CIA-től a megpályázott pozícióra. Felvették a CIA 1985–86-os ügynökképző osztályába, elkezdődött a kiképzése, mely egy 20 éves karrier kezdetét jelentette az ügynökségnél. Habár a CIA nem ad ki adatokat Plame munkájáról az 1985 és 2002 közötti időszakban, a Special Counsel által megerősített információk szerint Plame valóban a CIA ügynöke volt, státusza titkos és feladata a tömegpusztító fegyverekhez kötődött.  
Plame úgynevezett non-officialcover (NOC) volt, ami kémnyelven annyit tesz, hogy olyan ügynök, aki titkos küldetéseket vállal és nem tartozik számadással a kormánynak, nem függ tőle. Beépítettként több akcióban részt vett Athénban és Brüsszelben is. A 90-es évek elején Athénban dolgozott, kezdő konzulátusi beosztottként, később aztán energia-elemzőként a Brewster-Jennings & Associates magánvállalatnak, mely – mint később kiderült – fedőneve volt egy olyan cégnek, mely bizonyos titkos vizsgálatokat végez. 
Egy korábban nyugdíjazott athéni diplomata emlékezett Plame kettős életére és arra is, hogy a lány feladata az akkori elnök, George H. W. Bush 1991. júliusi görögországi és törökországi látogatásának előkészítése és koordinálása volt. Az öbölháborút követően a CIA Londonba, majd Belgiumba küldte tanulni. A második mesterdiploma megszerzését követően Brüsszelben maradt és ott vett részt a korábban már említett akcióban, ahol energia-elemzőként működött. Miután a CIA látta, hogy a lány tehetséges és rendelkezik minden szükséges tudással a munkához, 1997-ben visszatérhetett az USA-ba és ekkor léptették elő a NOC pozícióba.
Gyermekei születését követően pedig folytatta a munkáját: atomiparban dolgozó munkásokkal találkozott, kiépítette a forrásait és új kémeket szervezett be. Az egyik projekt, amiben részt vett, Irán atomfegyveréről, illetve annak hiányáról való hírszerzés volt.
Ebben az időszakban az ő feladata volt kideríteni, hogy mi az iraki kormány célja a megvásárolt alumínium csövekkel. A Fehér Ház az Iraki háborút megelőzően CIA elemzőkre hivatkozva állította azt, hogy Irak ezeket az eszközöket atomfegyver előállítása érdekében szerezte meg. David Corn és Michael Isikoff publicisták erősen támadták emiatt a Bush-adminisztrációt, mert Plame és kollégái munkája a CIA Fegyverleszerelési központjában ezeket a kormányzati kijelentéseket nem támasztotta alá. Ennek ellenére a CIA elküldte Nigerbe Joseph C. Wilson diplomatát – Plame férjét –, hogy vizsgálja meg mekkora a valószínűsége annak, hogy az országból nukleáris alapanyagot szállítsanak Irakba.

## A „Plamegate”
2003. július 14-én Robert Novak, a Washington Post újságírója a lapban megjelent publikációjában nyilvánosságra hozta Plame személyazonosságát. Információit a külügy egyik bennfentesétől, Richard Armitage-tól kapta. Lewis „Scooter” Libby-t, Dick Cheney politikai tanácsadóját azzal vádolták az ügyben, hogy felhatalmazás nélkül kiadta Plame-nek a hírszerzésen belül elfoglalt pontos státuszát (Plame fedett tisztként dolgozott a CIA kötelékében). Az ügy miatt kongresszusi vizsgálóbizottságot hoztak létre, és az eset több hónapon keresztül nagy mértékben tematizálta az amerikai közéletet.

### A Libby-tárgyalás
2007. március 6-án Libbyt elítélték az igazságszolgáltatás akadályozásáért, amiért hamis vallomást tett és másodfokon hamis eskütételért. Elsőfokon felmentették a hamis vallomástételért. Nem büntették meg, amiért felfedte Plame CIA státuszát. Az ítélete 250 000 dollár pénzbüntetés, 30 hónap börtön és két év próbaidő. 2007. július 2-án George W. Bush elnök a bírói döntés eltúlzott voltára hivatkozva megváltoztatta Libby ítéletét: eltörölte a börtönbüntetést, csupán a pénzbüntetést és a feltételes szabadlábon való tartózkodást hagyta meg. Majd egy későbbi sajtókonferencián Bush megjegyezte: „Véleményem szerint a Scooter Libby döntés igazságos és egyenlő."

### Wilson vs. Cheney
2006. július 13-án Joseph és Valerie Wilson polgári pert indítottak Rove, Libby, Dick Cheney alelnök és további nyugdíjazott Fehér Ház dolgozók ellen (később Richard Armitage ellen is), mivel bizonyított szerepük volt Valerie személyazonosságának felfedésében. A bíró, John D. Bates elutasította az indítványt, igazságügyi okokra hivatkozva, de Wilsonék fellebbeztek, melynek a 3 bíróból álló testület  2008-ban 2:1 arányban helyt adott. Azonban a Bush adminisztrációhoz hasonlóan az Obamaé szerint sincs Wilsonéknak oka a perre. Ezért 2009. június 21-én az Egyesült Államok Legfelsőbb Bírósága elutasította a fellebbezést.

## Államtrükkök
2007. március 6–án Joseph Wilson kijelentette, hogy aláírt egy szerződést a hollywoodi Warner Bros. filmstúdióval, melynek célja a CIA kiszivárogtatás és a Libby tárgyalás megfilmesítése. A produkció alapja Valerie Faire Game című memoárja, ami 2007-ben látott napvilágot, illetve egy, a férje által írt könyv. A film 2010. november 5-én került a mozikba, Naomi Watts-szal és Sean Penn-nel a főszerepben, Magyarországon Államtrükkök címen.
2011 májusában olyan hírek kaptak szárnyra, miszerint Plame kémregény sorozatot tervez, melynek társszerzője a titokzatos írónő, Sarah Lovett. A sorozat első részét 2012-ben adta ki a Blue Rider Press.

## Fordítás
- Ez a szócikk részben vagy egészben  a   Valerie Plame című angol Wikipédia-szócikk ezen változatának fordításán alapul.  Az eredeti cikk szerkesztőit annak laptörténete sorolja fel. Ez a jelzés csupán a megfogalmazás eredetét és a szerzői jogokat jelzi, nem szolgál a cikkben szereplő információk forrásmegjelöléseként.